# Miguel Trovoada
Miguel dos Anjos da Cunha Lisboa Trovoada (São Tomé, 27 dicembre 1936) è un politico saotomense.
È stato Presidente di São Tomé e Príncipe dall'aprile 1991 al settembre 2001, eccezion fatta per un breve periodo nell'agosto 1995, in cui la sua presidenza è stata interrotta da un colpo di Stato. Inoltre ha ricoperto il ruolo di Primo ministro dal luglio 1975 all'aprile 1979.
Dal luglio 2014 è rappresentante speciale della Segretario generale delle Nazioni Unite per UNIOGBIS, ufficio dedicato alla situazione in Guinea-Bissau.
È il padre di Patrice Trovoada, Primo ministro in diversi periodi del Paese.